# Taurus de Béryte
Pour les articles homonymes, voir Tauros.
Lucius Calvenus Taurus ou Tauros, natif de Béryte (actuellement Beyrouth), est un philosophe platonicien du IIe siècle apr. J.-C., ayant enseigné à Athènes où il eut Aulu-Gelle parmi ses disciples. C'est un représentant du moyen-platonisme.

## Biographie
Son nom latin s'explique par le fait que la ville phénicienne de Biryt avait pris le nom de Béryte, étant depuis longtemps (depuis 27 ou 15 av. J.-C.) une colonie romaine (Colonia Augusta Julia Felix Berytus). Il figure dans le Canon chronologique d'Eusèbe de Césarée en l'an 145 (année d'Abraham 2161), ce qui doit correspondre à son floruit. Quand Aulu-Gelle séjourne à Athènes et suit ses cours, dans les années 150 ou 160, il apparaît comme une figure patriarcale. Il avait également été le professeur de philosophie d'Hérode Atticus (101 - 177). L'inscription de Delphes lui accordant la citoyenneté, ainsi qu'à ses enfants, est datée de l'an 163/4. Le Canon d'Eusèbe fixe le floruit d'Atticus le Platonicien aux années 176/80 (238e olympiade) ; comme 176 est l'année où Marc Aurèle créa quatre chaires de philosophie à Athènes (platonicienne, aristotélicienne, épicurienne et stoïcienne), on peut penser qu'Atticus, selon l'indication d'Eusèbe, en fut le premier titulaire pour le platonisme, ce qui impliquerait que Taurus serait mort avant, entre 164 et 176.
Aulu-Gelle montre l'enseignement de Taurus se dérouler sous deux formes : d'une part des cours formels, où les œuvres de Platon, et aussi apparemment d'Aristote, étaient lues et commentées ; d'autre part des dîners avec ses élèves favoris chez lui. En XVII, 20, on assiste à un cours sur le Banquet, où Taurus met en garde ses auditeurs contre le danger de se laisser divertir par la grâce du style. Après l'exposé magistral, il y avait l'entretien avec les disciples, la diatriba (I, 26). Aux dîners, on était invité à venir avec des sujets de discussion (VII, 13, où le sujet est : à quel moment peut-on dire qu'un mourant est mort ? En XVII, 8, la question est : pourquoi l'huile se fige-t-elle, alors que le vin le fait rarement, et le vinaigre jamais ? amenée par une facétie d'un petit esclave). L'ambiance ressemble beaucoup à celle des Propos de table de Plutarque (auquel Taurus se réfère en I, 26 en l'appelant « Plutarchus noster »). En plus des dîners, il y avait parfois des sorties en groupe : en XVIII, 10, le maître et quelques disciples se rendent à la villa d'Hérode Atticus à Céphisia, où Aulu-Gelle est immobilisé par une crise de diarrhée ; en XII, 5, on se rend en groupe aux Jeux pythiques à Delphes. En II, 2, le gouverneur de la Crète vient à Athènes avec son père, spécialement pour faire la connaissance du fameux philosophe Taurus (« Ad philosophum Taurum Athenas visendi cognoscendique ejus gratia venerat ») ; ils arrivent à la fin d'un cours, alors que Taurus discute à la porte avec quelques disciples ; il est question de la porte de sa « chambre » (« sectatoribus commodum dimissis sedebat pro cubiculi sui foribus »), et on ne trouve sur place qu'un seul siège pour les deux arrivants. D'une façon générale, Taurus paraît enseigner isolément et à titre privé. En I, 9, après avoir exprimé sa nostalgie pour la dignité intellectuelle de l'ancienne école pythagoricienne, il déplore la décadence de son époque (la science grecque remplacée par l'astrologie des Chaldéens ; les jeunes gens ignorants et futiles, uniquement intéressés par la rhétorique). 
Selon la Souda, Taurus avait écrit un traité sur les différences des doctrines de Platon et d'Aristote, qui devaient argumenter contre des tendances au syncrétisme, et un autre intitulé Sur les corporels et les incorporels. En VII, 14, Aulu-Gelle évoque le premier livre d'un Commentaire du Gorgias (qui en comportait donc plusieurs), et en XII, 5 un traité de réfutation du stoïcisme. Dans son traité Sur l'éternité du monde, Jean Philopon se réfère au premier livre d'un Commentaire du Timée, qui en avait donc aussi plusieurs.